# Teatr faktu
Teatr faktu – nurt w teatrze, w którym spektakl oparty jest na scenariuszu, stanowiącym montaż dokumentów (tj. protokołów, listów, rejestracji dźwiękowych i filmowych). Przedstawienie teatru faktu często utrzymane jest w konwencji śledztwa lub rozprawy sądowej. Jego tematem są zazwyczaj wydarzenia społeczne bądź sprawy polityczne o wysokim oddźwięku (najczęściej dotyczących zbrodni wojennych, odpowiedzialności za użycie broni masowej zagłady, itp.). Nierzadko widzowie przedstawienia stawiani są w roli obserwatorów procesu, dylematem inscenizatora i krytyki pozostaje kwestia granicy między zarejestrowaną prawdą a wystawianą na scenie fikcją. Na potrzeby teatru faktu powstają sztuki teatralne, które tworzą nurt literacki, określany mianem dramatu faktu. Elementy teatru faktu pojawiają się także w innych, niezwiązanych z nim bezpośrednio, utworach i realizacjach scenicznych.

## Historia
Do prekursorów teatru faktu należał Erwin Piscator. W 1927 roku zrealizował spektakl Rasputin, die Romanows, der Krieg, und das Volk, das gegen die aufstand (Rasputin, Romanowie, wojna i lud, który przeciwko nim powstał), w którym wykorzystywał fragmenty rzeczywistych kronik filmowych z działań wojskowych. Podczas spektaklu wyświetlał także kalendarium wojny wraz z danymi statystycznymi na temat ofiar i fragmenty z listu cara Mikołaja II do żony, który kontrastował z okrucieństwem toczonych walk, tworząc ironiczny kontekst dla pozostałych scen. Taki sposób przedstawiania rzeczywistości budził silny oddźwięk. Cesarz Wilhelm II wygrał proces o obraźliwe przedstawienie jego osoby, po którym aktorzy Piscatora odczytywali ze sceny fragmenty wyroku.
Szczególną popularność teatr faktu zyskał w latach 60. w RFN. Rolf Hochhuth stworzył sztukę Namiestnik, Heiner Kipphardt Przesłuchanie J.R. Oppenheimera, a Peter Weiss Dochodzenie, Pieśń o luzytańskim straszydle oraz Viet-Nam Diskurs.

## Teatr faktu w Polsce
Przykładem teatru faktu w Polsce jest Epilog norymberski Jerzego Antczaka (Teatr Telewizji, 1969) i Oskarżony: Czerwiec ’56 Izabelli Cywińskiej (Teatr Nowy w Poznaniu, 1981)